# Corticaria bengaliensis
Corticaria bengaliensis is een keversoort uit de familie schimmelkevers (Latridiidae). De wetenschappelijke naam van de soort werd in 1978 gepubliceerd door Wolfgang H. Rücker.